# Hans Karl Breslauer
Pour les articles homonymes, voir Breslauer.
Hans Karl Breslauer (né Johann Karl Breslauer le 2 juin 1888 à Vienne, Autriche-Hongrie ; mort le 15 avril 1965 à Salzbourg, Autriche) fut un acteur, scénariste, réalisateur, journaliste et écrivain autrichien.

## Films
Réalisateur, sauf mention particulière :
- 1916 : Zu spät gesühnt (acteur)
- 1918 : Ihre beste Rolle
- 1918 : Das Baby
- 1919 : Little Pitsch als Meisterdetektiv
- 1919 : Am See der Erlösung
- 1919 : Onkel Tonis Brautfahrt
- 1920 : Jou Jou
- 1920 : Miss Cowboy
- 1921 : Der Findling des Glücks (et scénario)
- 1921 : Das Geheimnis der Nacht
- 1921 : Tragödie eines Häßlichen
- 1922 : Am Rande des Abgrundes
- 1922 : Das Haus Molitor (et scénario)
- 1922 : Oh, du lieber Augustin (et scénario)
- 1922 : Verklungene Zeiten
- 1924 : Lieb' mich, und die Welt ist mein (et scénario)
- 1924 : Strandgut (et scénario)
- 1924 : La Ville sans Juifs (et scénario)

## Livres
- 1941: Der Dreißig-Pfennig-Roman: Das Ei des Kolumbus (policier)
- 1943: Liebe, Diebe (nouvelles)
- 1951: Erdball-Romane Band 77: Eine kleine Taubenfeder (nouvelle)
- 1952: Heute wird gefilmt in Bellevue
- 1952: Kelter Romane Band 132: Dr. Scarrons dunkler Punkt (nouvelle)
- 1952: Der Dohlengraf (pseudonyme : Jenny Romberg)
- 1953: Die erdolchte Mumie
- 1953: Heiraten und nicht verzweifeln
- 1953: Im Wirbel des Schicksals (pseudonyme : Jenny Romberg)
- 1954: Die schönste von allen (roman)
- 1954: Der Sprung ins Ungewisse (policier)
- 1955: Ich kann dich nicht vergessen (nouvelle)
- 1955: Sehnsucht nach der Heimat (nouvelle)
- 1956: Das Herz kann irren (nouvelle ; pseudonyme : Jenny Romberg))
- 1957: Güldensee-Romane Band 123: Das Mädchen vom Rütihof (nouvelle)
- 1957: Wolfgang Marken's Roman-Freund Band 134: Das Opfer der Aglaja (nouvelle)
- 1957: Wolfgang Marken's Roman-Freund Band 141: Das Spiel mit der Liebe (nouvelle)
- 1957:	Wolfgang Marken's Roman-Freund Band 144: Der Diener seiner Exzellenz (nouvelle)
- 1960: Der Fluch der Sürch-Alp (nouvelle; pseudonyme : Jenny Romberg))
- 1961: Familienfreund-Roman-Blätter Nr. 17: Das letzte Konzert (nouvelle)
- 1961: Lorelei-Liebesromane: Wo wohnt das Glück (nouvelle)
- 1963: Linden-Roman Nr. 165: Liebesfrühling im Achental (nouvelle)
- 1964: Ursel und der Hochstapler (nouvelle)